# Моран (Вила-Флор)
Моран (порт. Mourão) — населённый пункт и район в Португалии, входит в округ Браганса. Является составной частью муниципалитета Вила-Флор. По старому административному делению входил в провинцию Траз-уж-Монтиш и Алту-Дору. Входит в экономико-статистический субрегион Доуру, который входит в Северный регион. Население составляет 139 человек на 2001 год. Занимает площадь 5,54 км².